# Aphonopelma pallidum
Aphonopelma pallidum là một loài nhện trong họ Theraphosidae.
Loài này thuộc chi Aphonopelma. Aphonopelma pallidum được Frederick Octavius Pickard-Cambridge miêu tả năm 1897.